# Watlata
De Watlata waren een Noord-Amerikaans indianenvolk uit het noordwesten van de Verenigde Staten. De Watlata waren Chinook die bij de watervallen van de Columbia en Willamette in Oregon en Washington leefden. Ze waren sprekers van het uitgestorven Cascadesdialect van het Upper Chinook en sommige schrijvers hebben de term Watlata gebruikt voor alle Upper Chinook. De Watlata waren nauw verwant aan de Clackamas.
Voor 1829 leefden er verschillende stammen bij de watervallen, die Cathlakaheckit, Cathlathlala, Cathlayackty, Clahclellah, Katlagakya en Yehuh warden genoemd. Deze stammen kunnen groepen of alternatieve namen van de Watlata zijn geweest, of stammen die zich na 1829 bij de Watlata voegden. In dat jaar kostte een koortsepidemie een groot deel van de bevolking het leven en alleen de Watlata behielden hun stamidentiteit. De overlevenden van andere stammen hebben zich vermoedelijk bij hen gevoegd. In 1854 werd het aantal Watlata op 80 geschat en het jaar daarop verhuisden ze naar het Warm Springs-reservaat in Oregon. Daar leven hun nakomelingen nu nog, vermengd met andere Chinookstammen en indianenvolkeren. 